# Agüela (Bóveda)
Agüela es un lugar de la parroquia de Vilalpape, en el municipio de Bóveda, en la provincia de Lugo, España.
Se encuentra a 330 metros de altitud en la sierra de Marzán. En 2017 tenía una población de 2 habitantes, 0 hombres y 2 mujeres.